# Let It Be Blue
Let It Be Blue è il nono album  dei !!!, pubblicato il 6 maggio 2022. Il disco è difficilmente inquadrabile in un genere preciso, in quanto i brani contenuti al proprio interno hanno uno stile disomogeneo. Dall'album è stato estratto il singolo Storm Around The World.

## Tracce
1. Normal People – 2:22
2. A Little Bit (More) – 3:10
3. Storm Around the World (feat. Maria Uzor) – 3:20
4. Un Puente (feat. Angelica Garcia) – 3:18
5. Here's What I Need to Know – 4:22
6. Panama Canal (feat. Meah Pace) – 2:43
7. Man On the Moon (feat. Meah Pace) – 3:41
8. Let It Be Blue – 4:00
9. It's Grey, It's Grey (It's Grey) – 3:14
10. Crazy Talk – 4:15
11. This is Pop 2 – 4:26